# Салаир
Салаир (рус. Салаир) град је у Русији у Кемеровској области.

## Становништво
| 1939.  | 1959.  | 1970.  | 1979.  | 1989.  | 2002. | 2010. |
| ------ | ------ | ------ | ------ | ------ | ----- | ----- |
| 21.997 | 17.477 | 13.568 | 11.254 | 11.452 | 9.472 | 8.262 |